# مکسیم کریپک
مکسیم کریپک (اوکراینی: Максим Сергійович Крипак؛ زادهٔ ۲۳ may ۱۹۹۵ (۲۹ سال)) ورزشکار اهل اوکراین است.
وی در مسابقات کشوری و بین‌المللی در مجموع برندهٔ ۱۰ مدال طلا، ۴ مدال نقره، ۱ مدال برنز شده‌است.